# 辣玉莎
辣玉莎（1993年11月8~12日—） ，新加坡社會活動家，工人黨的前党员，曾在2020年至2021年间代表盛港集選區出任第十四屆新加坡國會議員。因被人揭發曾在議會裡三度對警方作出虛假指控後，最终於2021年11月30日宣布辭去自己在工人黨和国会的職務。

## 早年生活和事業
在進入政界之前，辣玉莎在默多克大學就讀經濟學和市場營銷。
2016年，她創立了「Reyna Movement」組織，旨在與新加坡的婦女團體、露宿者、兒童組織和低收入家庭合作，為處於社會邊緣的婦女和孩童，提供提升自理生活技能的培訓，以改善生活品質。

## 政治生涯
辣玉莎於2018年成為工人黨成員，此前她曾自願參加該黨的基層活動。2020年6月30日，工人黨宣佈辣玉莎、何廷儒、林志蔚及蔡慶威組成團隊，參選2020年新加坡大選的盛港集選區，成為該黨最年輕的候選人。
在選舉前，辣玉莎因被指控在網上發表兩篇涉及種族和宗教歧視的評論，抵触刑事法典第298A（a）条文，而被新加坡警方严厉警告。工人黨支持辣玉莎而她也發表了道歉聲明，稱其意圖不是為了引起社會分裂，而是為了提高大眾對問題的認識，對指控感到遺憾。

### 當選新加坡國會議員
辣玉莎及另外三名工人黨成員，在2020年新加坡大選盛港集選區中，以52.12%的選票當選，為工人黨贏得了史上第二個集選區，她也成為新加坡獨立後最年輕議員，年僅26歲。

### 對新加坡警方的虛假指控
2021年8月3日，工人黨在國會提出關於女權的動議，辣玉莎在發言時對新加坡警察部隊提出指控。她聲稱在2018年時陪同一名25歲的強姦案受害人到警局報案，但警官針對受害者的穿著以及她喝過酒一事發表了不當的評論。政務部長陈国明隨即表示這些是嚴重的指控，並向她尋求更多細節，以便展開調查。但辣玉莎拒絕提議，她指不希望對受害者造成二次傷害，並重申這次演講不是為了誹謗警察。她還表示在事發後未能成功聯繫到受害人；並補充說，如果再次發生類似情況，她將會直接與內政部溝通。2021年10月4日，內政及律政部部長尚穆根表示警方已翻查了記錄並沒有發現符合描述的案件，他因此要求辣玉莎提供有關案件的更多資訊，但辣玉莎以保密為由拒絕透露任何進一步的細節，包括他們前往的警察局是哪間。2021年10月20日，新加坡警方表示在詳細的調查後，依舊未能查明相關案件，並指辣玉莎沒有回應警方提供更多細節的請求。2021年11月1日，辣玉莎承認她曾三度在議會內撒謊，她撤回相關言論，並為自己的不實言論向國會、警察部隊和性侵受害者道歉。辣玉莎指她並沒有陪同受害者報案，而是從互助小組處得知受害者的經歷，也沒有獲得受害者的同意就在國會分享對方的經歷。在解釋她撒謊的原因時，辣玉莎同時聲稱她18歲在國外留學時，曾遭到性侵犯。
新加坡工人黨中央執行委員會就此事成立紀律委員會，調查辣玉莎在國會撒謊一事。委員會成員包括畢丹星、莫哈默·費沙和林瑞蓮。眾議院領袖英蘭妮·拉傑（Indranee Rajah）也對她的行為提出正式投訴，指辣玉莎三次在國會說謊，破壞了國會和警方的聲譽，因而將此事件提交到國會特權委員會（Committee of Privileges）處置。

### 辭職
2021年11月30日，辣玉莎宣佈辭去工人黨黨籍及國會議員，辭呈隨後被提交至國會議長。然而儘管辣玉莎已辭職，但國會特權委員會宣布將繼續調查。
在辣玉莎辭職的兩天后，工人黨召開記者會，中央執行委員會表示，他們早在辣玉莎首次作出指控的一周後已經知道了這是謊言，黨領袖畢丹星要求她向國會作出澄清，但她整個9月因患上帶狀皰疹而缺席會議。而當辣玉莎在10月返回議會時卻沒有作出澄清，反而是重複了她先前的指控。工人黨為此向人民道歉。
新加坡國會在12月初正式召開特權委員會，傳召辣玉莎及畢丹星等相關人士作證。經過調查後，特權委員會於2022年2月10日建議對辣玉莎處以35,000新加坡元的罰款。

## 個人生活
辣玉莎是新加坡馬來工商會會長法里德汗（Farid Khan）的女兒，他曾打算參加2017年新加坡總統大選，但他的資格問題被拒絕。她具有巴基斯坦及阿拉伯的血統。 她還有一個弟弟，優素福·汗（Yusuf Khan）。
辣玉莎與Mahadhir Caffoor於2018年結婚，兩人育有一子一女。